# Xã Lake Elizabeth, Quận Kandiyohi, Minnesota
Xã Lake Elizabeth (tiếng Anh: Lake Elizabeth Township) là một xã thuộc quận Kandiyohi, tiểu bang Minnesota, Hoa Kỳ. Năm 2010, dân số của xã này là 233 người.